# Músculo plantar
O músculo plantar é um músculo vestigial localizado profundamente na região posterior da perna.
O plantar é um dos músculos superficiais do compartimento posterior superficial da perna. É composto por uma barriga muscular fina e um tendão longo e fino. Embora não seja tão espesso quanto o tendão de Aquiles, o tendão plantar (que tende a ter entre 30 e 45 cm de comprimento) é o tendão mais longo do corpo humano. Não incluindo o tendão, o músculo plantar tem aproximadamente 5-10 cm de comprimento e está ausente em 8-12% da população. É um dos flexores plantares no compartimento posterior da perna, juntamente com os músculos gastrocnêmio e sóleo. O plantar é considerado um músculo sem importância e atua principalmente com o gastrocnêmio.